# 聖カタリナの神秘の結婚と聖セバスティアヌス

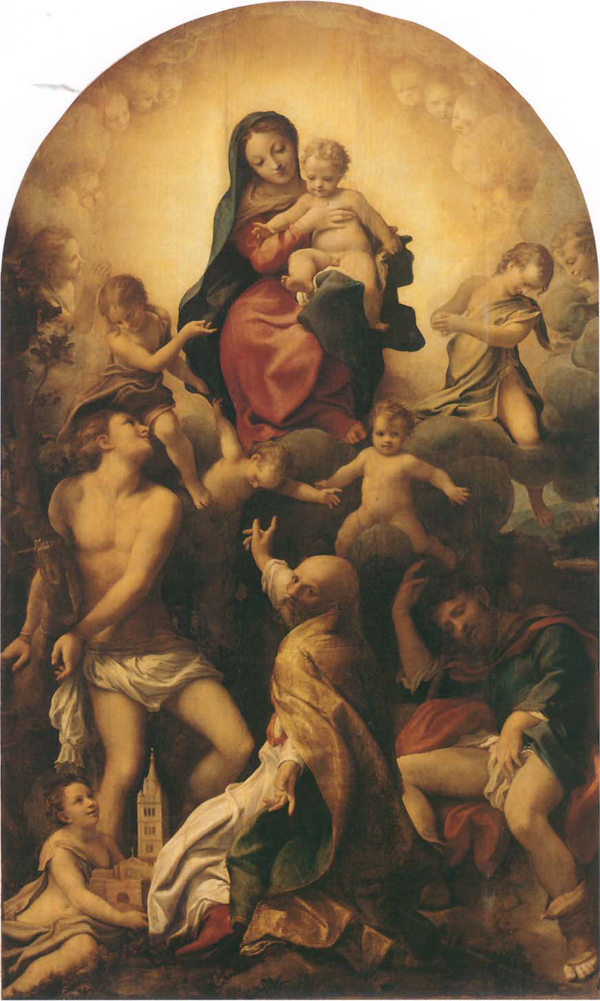
コレッジョの1524年頃の作品『聖セバスティアヌスの聖母』。この作品もまたモデナの聖セバスティアヌス同信会のために制作されたと考えられている。ドレスデン、アルテ・マイスター絵画館所蔵。

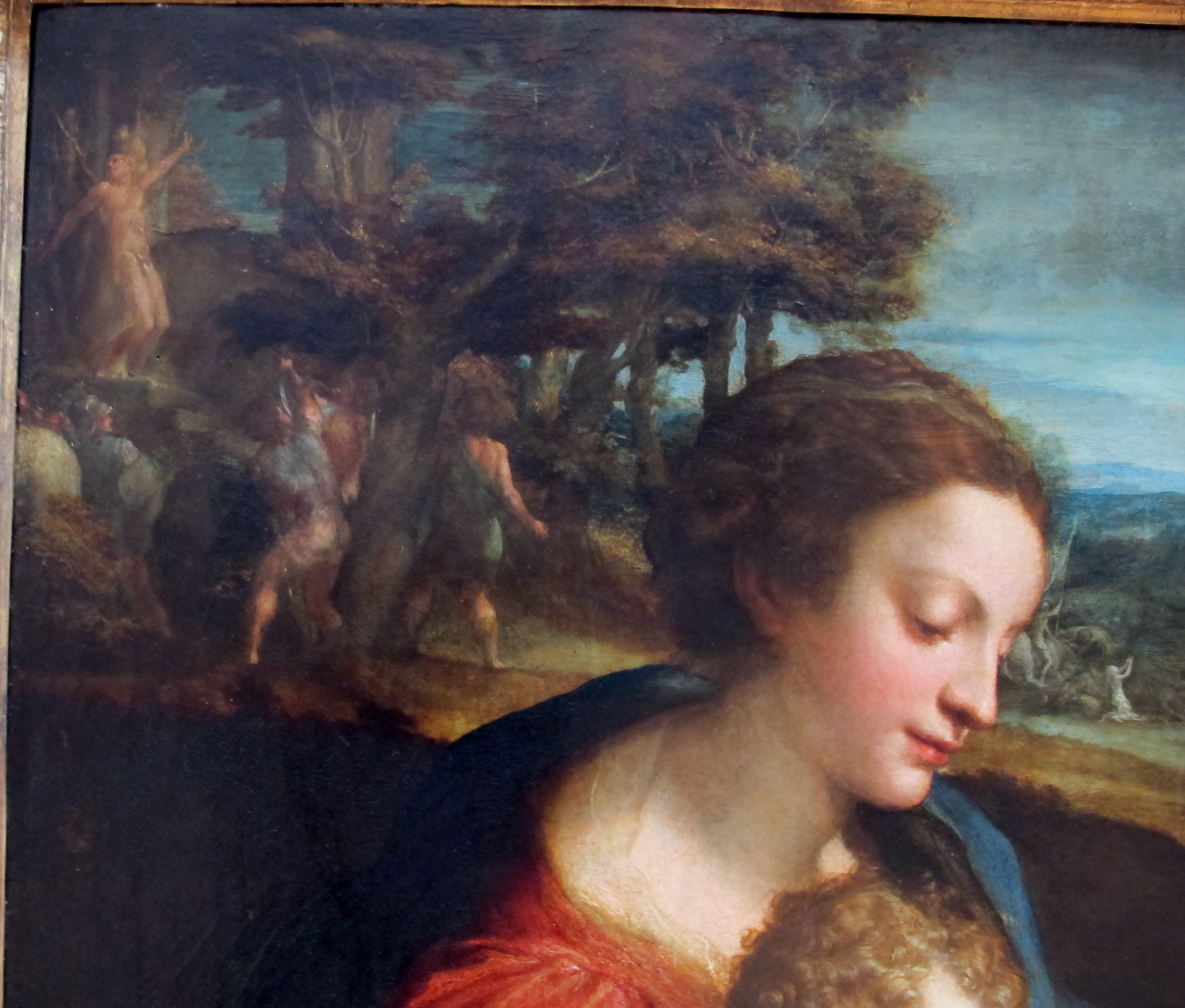
慈愛に満ちた聖母マリアの表情。背景には聖セバスティアヌス（画面左）と聖カタリナ（中央）のエピソードが描かれている。

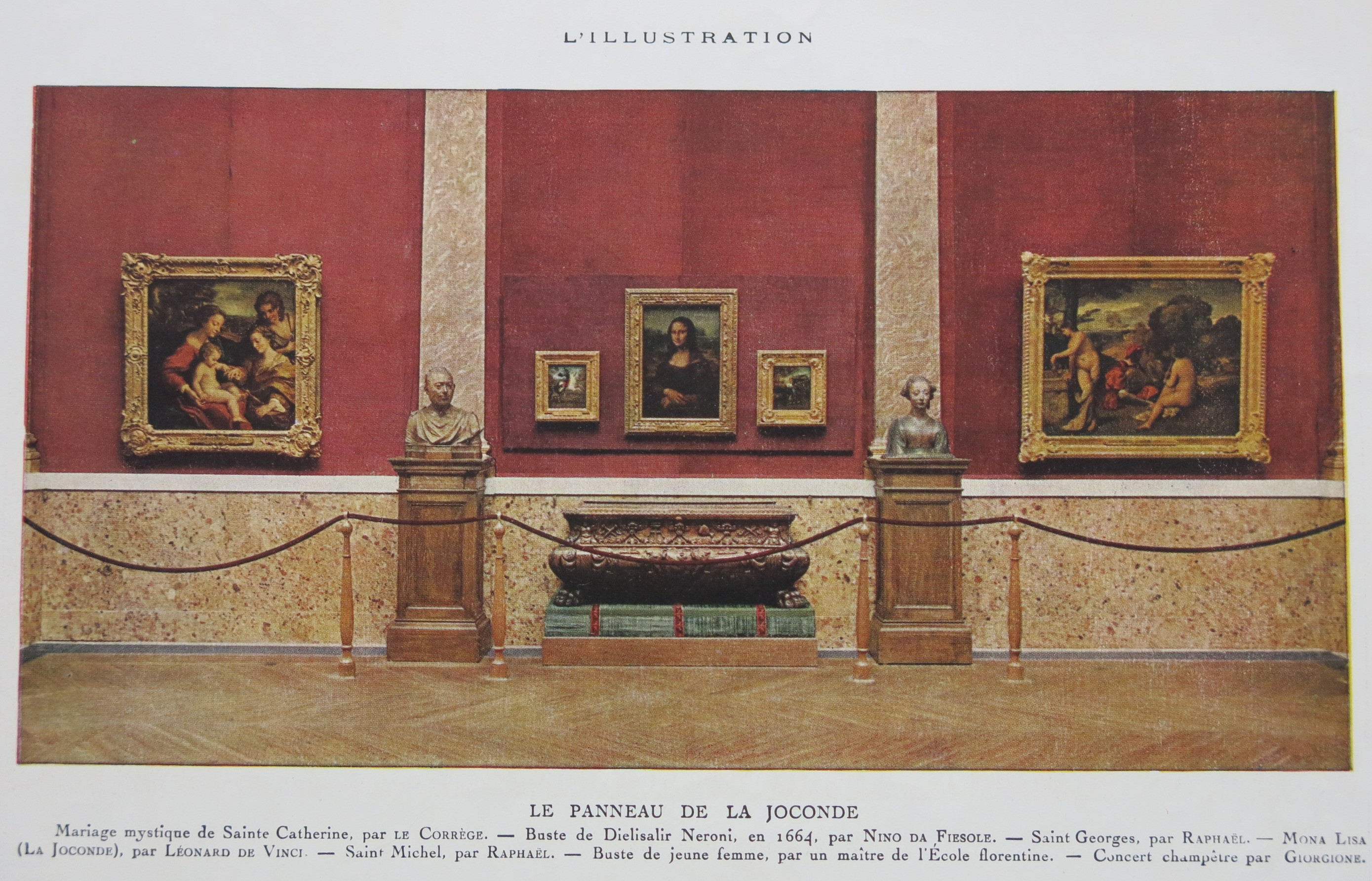
1929年のルーヴル美術館の展示風景。中央にレオナルド・ダ・ヴィンチの『モナリザ』、左にコレッジョの『聖カタリナの神秘の結婚と聖セバスティアヌス』、右にティツィアーノの『田園の奏楽』。

『聖カタリナの神秘の結婚と聖セバスティアヌス』（伊: Matrimonio mistico di santa Caterina d'Alessandria alla presenza di san Sebastiano）は、イタリアルネサンス期のパルマ地方を中心に活躍した画家コレッジョが1526年から1527年頃に制作した絵画である。油彩。主題は殉教者として名高い紀元3世紀の聖人アレクサンドリアの聖カタリナと聖セバスティアヌスである。本作品はコレッジョの友人でモデナの聖セバスティアヌスの自発的な信心団体（コンフラタニティ）のメンバーであったフランチェスコ・グリレンゾーニ（Francesco Grillenzoni）のために制作された。ルネサンス期の芸術家たちの評伝を残したジョルジョ・ヴァザーリの著作に登場する作品の1つであり、パリのルーヴル美術館が所蔵する4点のコレッジョ作品の1つである。

## 主題
アレクサンドリアの聖カタリナは十四救難聖人の1人である。『黄金伝説』によるとキプロス島の王家の出身で、優れた学識の持ち主だったカタリナは女王になったのち、ある隠者から洗礼を受けてキリスト教に改宗し、キリストと神秘的な結婚をしたと伝えられている。一説によると聖カタリナは隠者から聖母子の聖画像を授けられた。すると絵の中の幼いキリストは彼女の信仰心の高まりとともに彼女の方を向き、カタリナの指に指輪をはめたという。聖セバスティアヌスはローマ皇帝ディオクレティアヌス時代の人物とされる。密かにキリスト教に改宗していたが、仲間を援助しようとして発覚、処刑の際に矢を射かけられたが致命傷を負わなかった。その後再び皇帝の前で信仰を公言したため棍棒で撲殺された。

## 作品
コレッジョは幼いキリストと結婚の約束を交わす聖カタリナを描いている。聖カタリナは帯剣しており、アトリビュートである壊れた車輪に手を置きながら、聖母子の前に跪いて右手を差し出しており、聖母マリアとキリストはその手を取っている。キリストは右手の親指と人差し指で金の指輪をつまみ、今まさにカタリナの指に指輪をはめようとしている。その様子を聖母マリアは穏やかな慈愛に満ちた表情で見守り、さらに予想外の登場人物として矢を持った聖セバスティアヌスがいたずらっぽさを含んだ笑顔で見守っている。画面の中で最も大きなウェイトを占めるのは聖母マリアと幼いキリストであるが、画面の中央にあるのはカタリナと聖母マリアおよびキリストの3者の手であり、4人の視線がまさにその一点に収束している。聖母子はそれぞれ視線の位置の異なる聖カタリナおよび聖セバスティアヌスと対になっており、1518年に同様の主題を描いたナポリのカポディモンテ美術館所蔵の作品と比較して一層の洗練が見られる。背景には聖セバスティアヌスの殉教の場面が小さく描かれており、さらに小さく聖カタリナのエピソードの一場面が異時同図法的に描かれている。ヴァザーリによると本作品は2つの点で優れている。人物の顔の着色と優雅な外観（「アリア・ディ・テステ」）、色彩の融合、人物の顔への黄金色の照明、目の位置合わせによって理想的な自然主義的美しさを構築している。ヴァザーリは本作品について次のように述べている。

## 来歴
ヴァザーリによって早くも絶賛された本作品は当初から高い人気を誇り、多くの美術商が絵画を購入しようと試みたことが知られている。1582年にイザベラ・デステの弟アルフォンソ1世・デステの孫にあたるルイージ・デステ枢機卿が購入し、ローマ教皇ユリウス3世の甥ヴィンチェンチオの娘カテリーナ・ノビリ・スフォルツァ（Caterina Nobili Sforza）に贈ったことで絵画はローマにもたらされた。1595年の段階で絵画はまだ彼女のもとにあり、その頃カテリーナは聖カタリナ教会（Kirken Santa Caterina d'Alessandria）を建てている。次にスピキオーネ・ボルゲーゼのコレクションに加わるが、スピキオーネは絵画を売却するつもりは全くなかったので、絵画を欲したフランドルの美術商ダニエル・ニースや画家ニコラ・レニエは価格交渉のために無駄に骨を折らなければならなかった。その後スピキオーネは絵画をアントニオ・バルベリーニ枢機卿に贈呈する。そのころ絵画を見ることが出来たドミニコ・オットネッリ（Domenico Ottonelli）の賞讃の言葉が残されている。「私は、それが小規模でありながら、計り知れない栄光に満ちた作品であり、彼の優れた経営者に永遠の称賛を与える調停者であることを、真実をもって述べます」。バルベリーニがフランスに亡命した後も本作品を購入しようとする者は後を絶たなかったが、最大の交渉者はバルベリーニのフランスにおける庇護者であったジュール・マザラン枢機卿であった。現存する書簡からはマザランが絵画を購入しようとする多くの試みが見い出せる。彼は「他のすべての競争相手の魂を奪うような提示額や申し出をする意思がある」と宣言するほどだった。その後バルベリーニはマザランに絵画を贈呈。ルイ14世はマザランの死後、本作品を彼が所有していた他のコレッジョ作品『眠れるヴィーナスとキューピッド、サテュロス』（Venere e Amore spiati da un satiro）および『悪徳の寓意』（Allegoria della Virtù）とともにマザランの遺産相続人から購入した。本作品の購入価格は15,000フランであったという。その後、ルイ14世はコレッジョの『美徳の寓意』（Allegoria della Virtù）を購入し、これらは後にルーヴル美術館の所蔵する4つのコレッジョ作品となった。

## 影響
ヴァザーリはジローラモ・ダ・カルピがグリレンゾーニの所有する絵画を摸写するためにモデナに赴いたことを報告している。本作品は多くのレプリカが制作されたほか、しばしば後世の芸術家のインスピレーションの源泉となっている。ジュリオ・チェーザレ・プロカッチーニやアンニーバレ・カラッチは本作品に影響を受けて聖カタリナを描いており、ルードヴィコ・チゴリは本作品のレプリカを制作している。19世紀にはルイ・ギュスターヴ・リカール、アンリ・ファンタン＝ラトゥールによって複製が制作された。

## ギャラリー
コレッジョの同主題の絵画

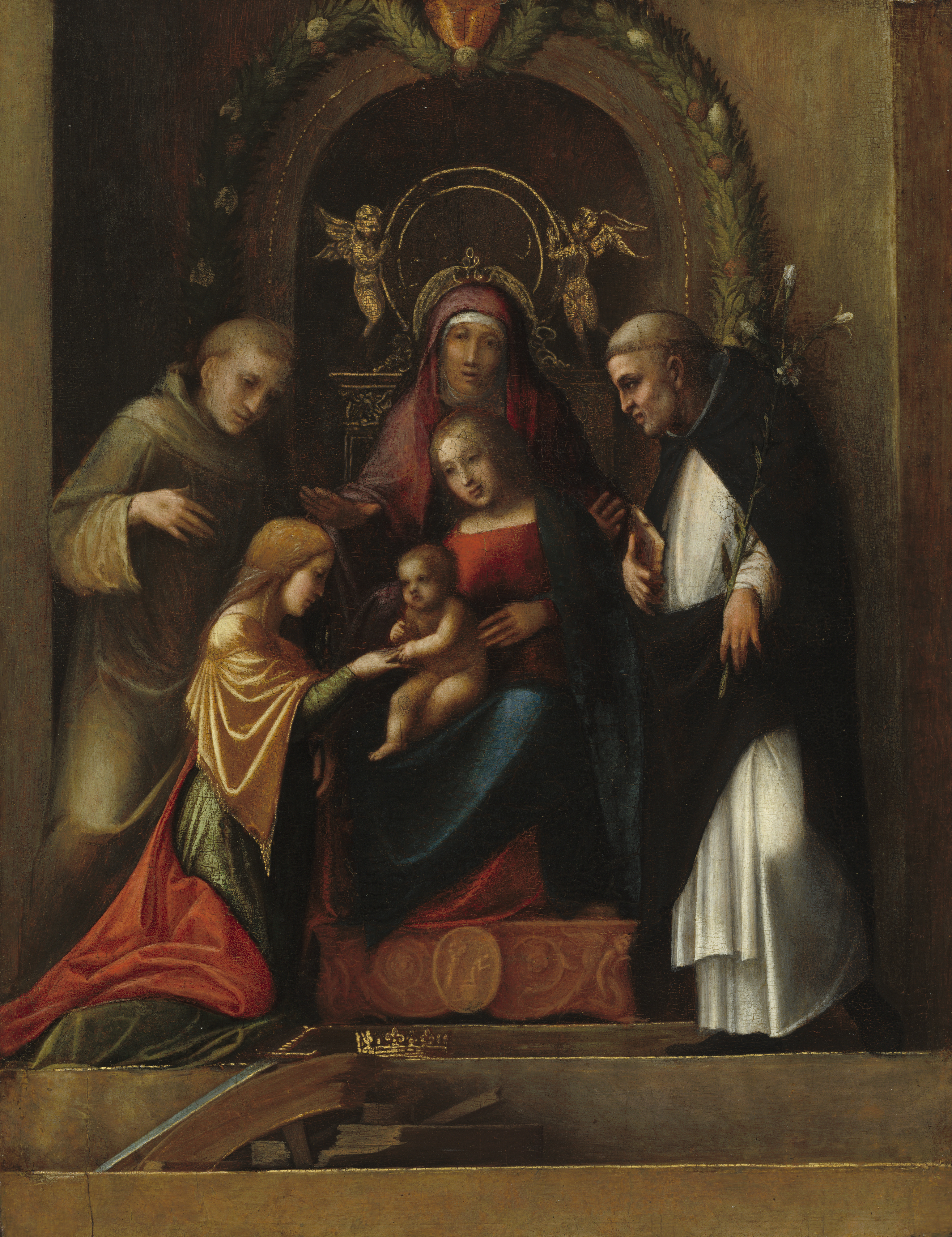
『聖カタリナの神秘の結婚』1510年頃　ナショナル・ギャラリー・オブ・アート所蔵
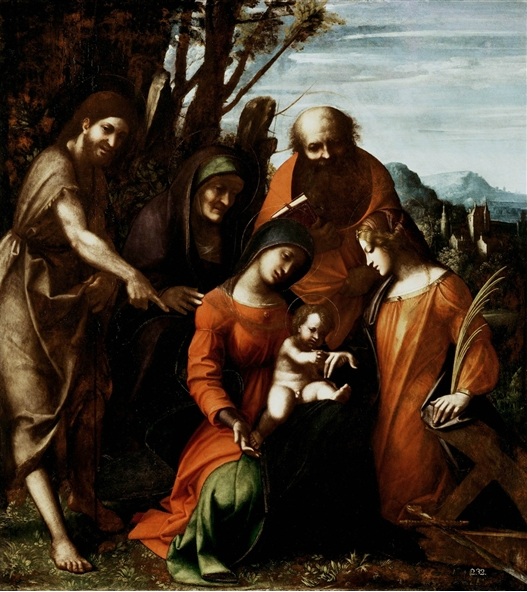
『聖カタリナの神秘の結婚』1512年頃　デトロイト美術館所蔵
『聖カタリナの神秘の結婚』1518年頃　カポディモンテ美術館所蔵

ルーヴル美術館所蔵の他のコレッジョ作品

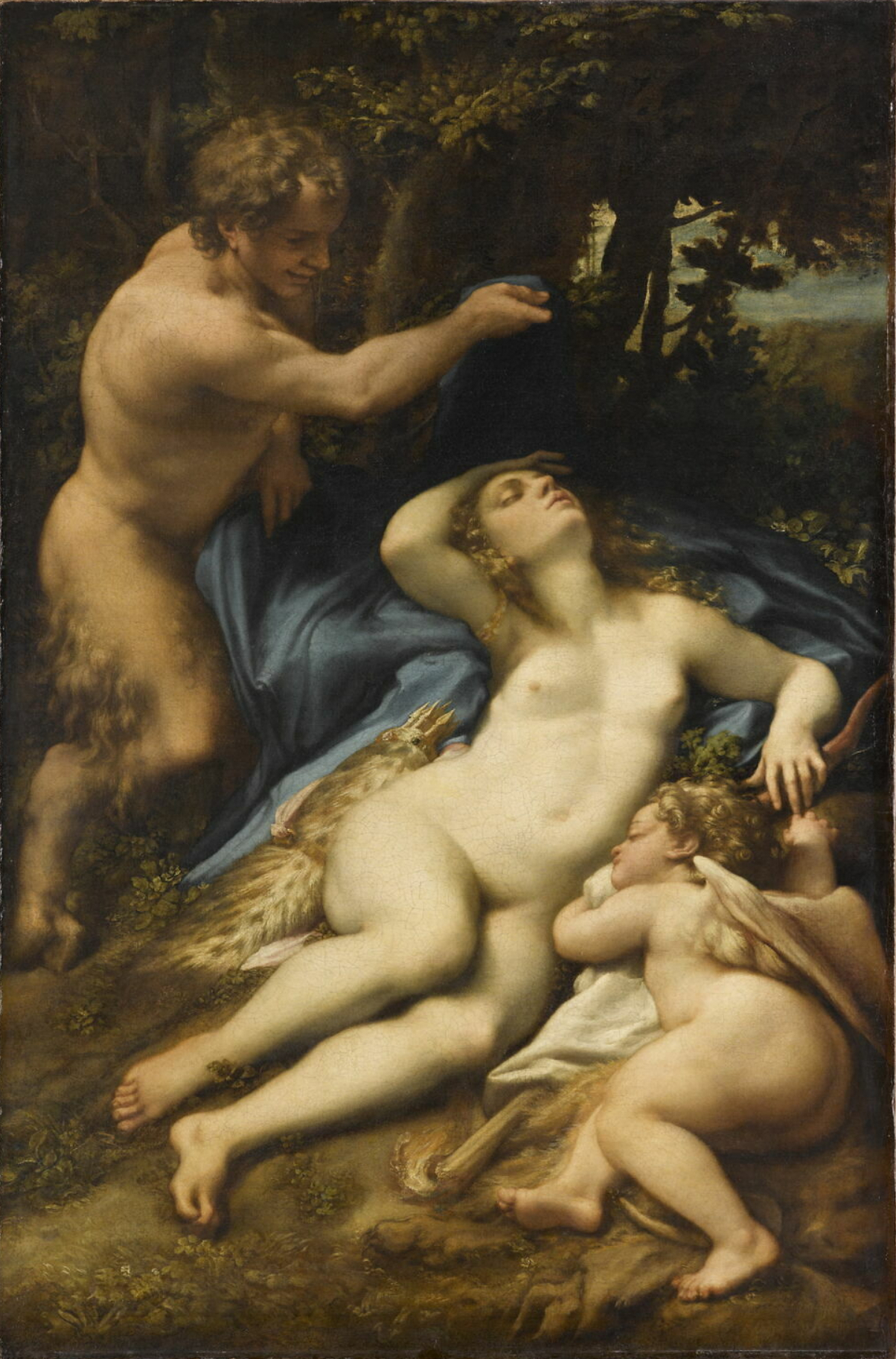
『眠れるヴィーナスとキューピッド、サテュロス』
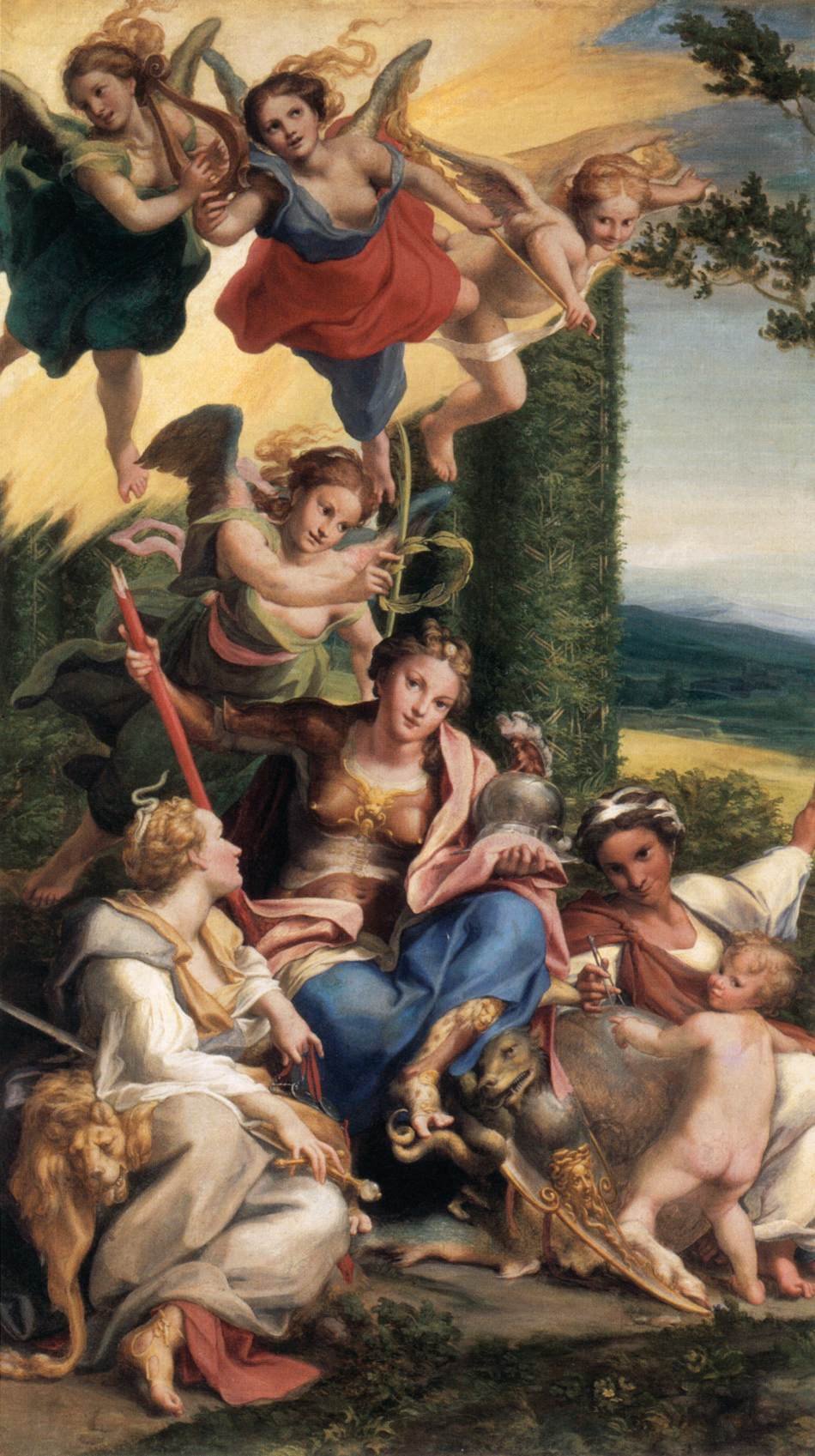
『美徳の寓意』
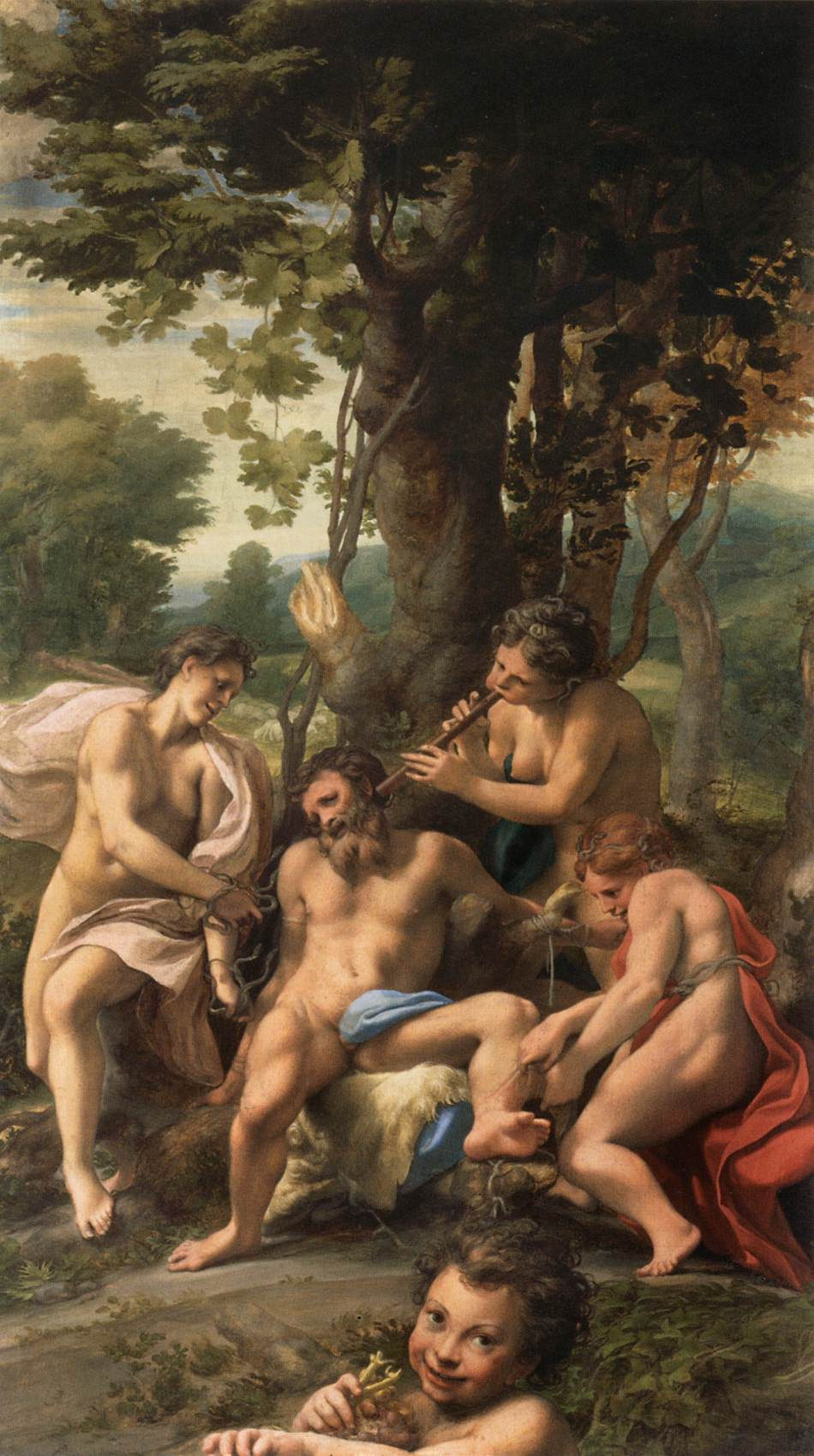
『悪徳の寓意』